# Peromyia anisotoma
Peromyia anisotoma är en tvåvingeart som beskrevs av Boris Mamaev 1994. Peromyia anisotoma ingår i släktet Peromyia och familjen gallmyggor. Arten är reproducerande i Sverige. Inga underarter finns listade i Catalogue of Life.